# Байт аль-мал

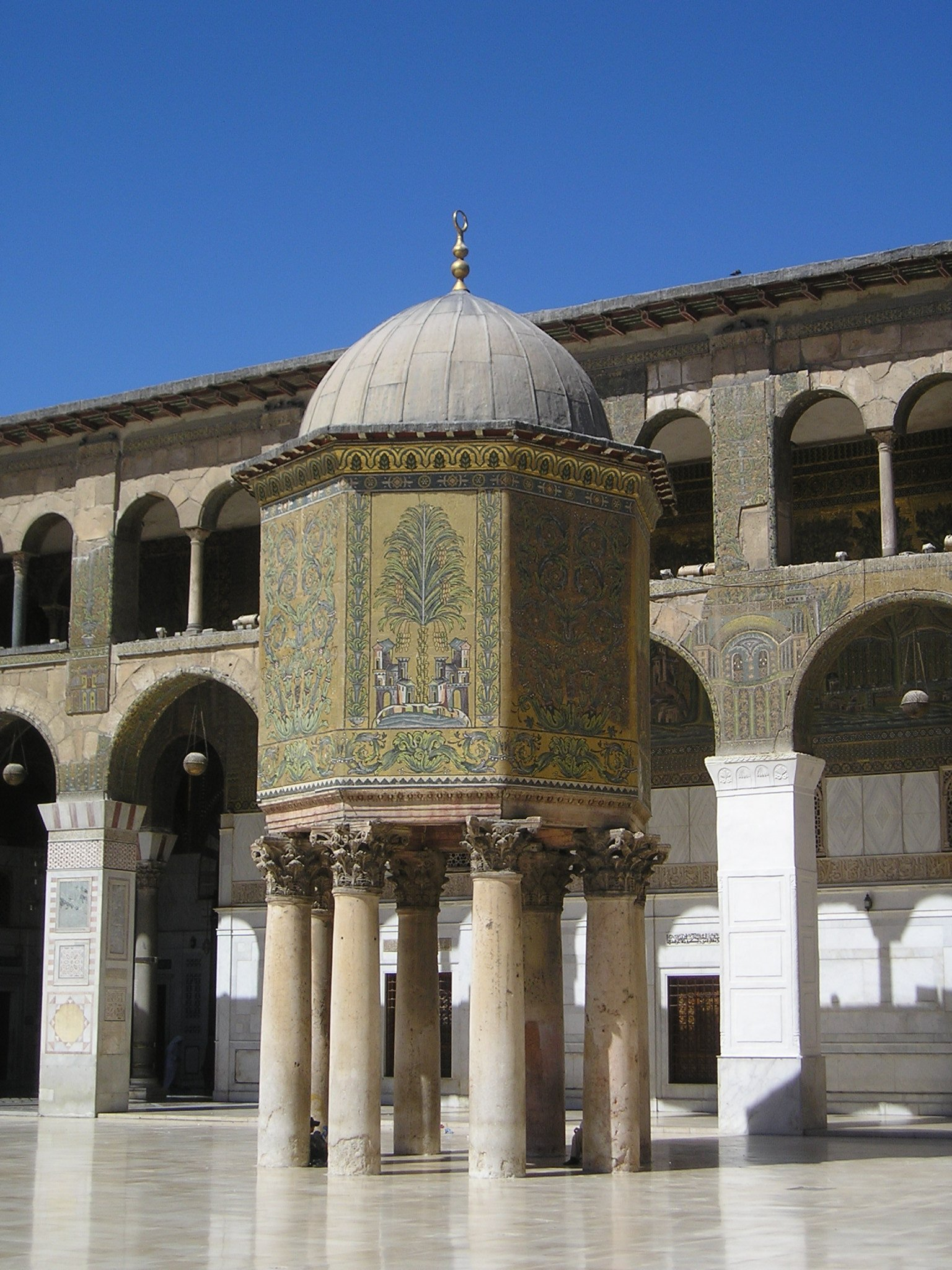
Один из ранних образцов байт аль-мал во дворе мечети Омейядов (Сирия).

Байт аль-мал (араб. بيت المال‎ —  дом имущества‎) — в исламе: казна, общественные финансы, а также помещение для хранения денег и других ценностей.

## История

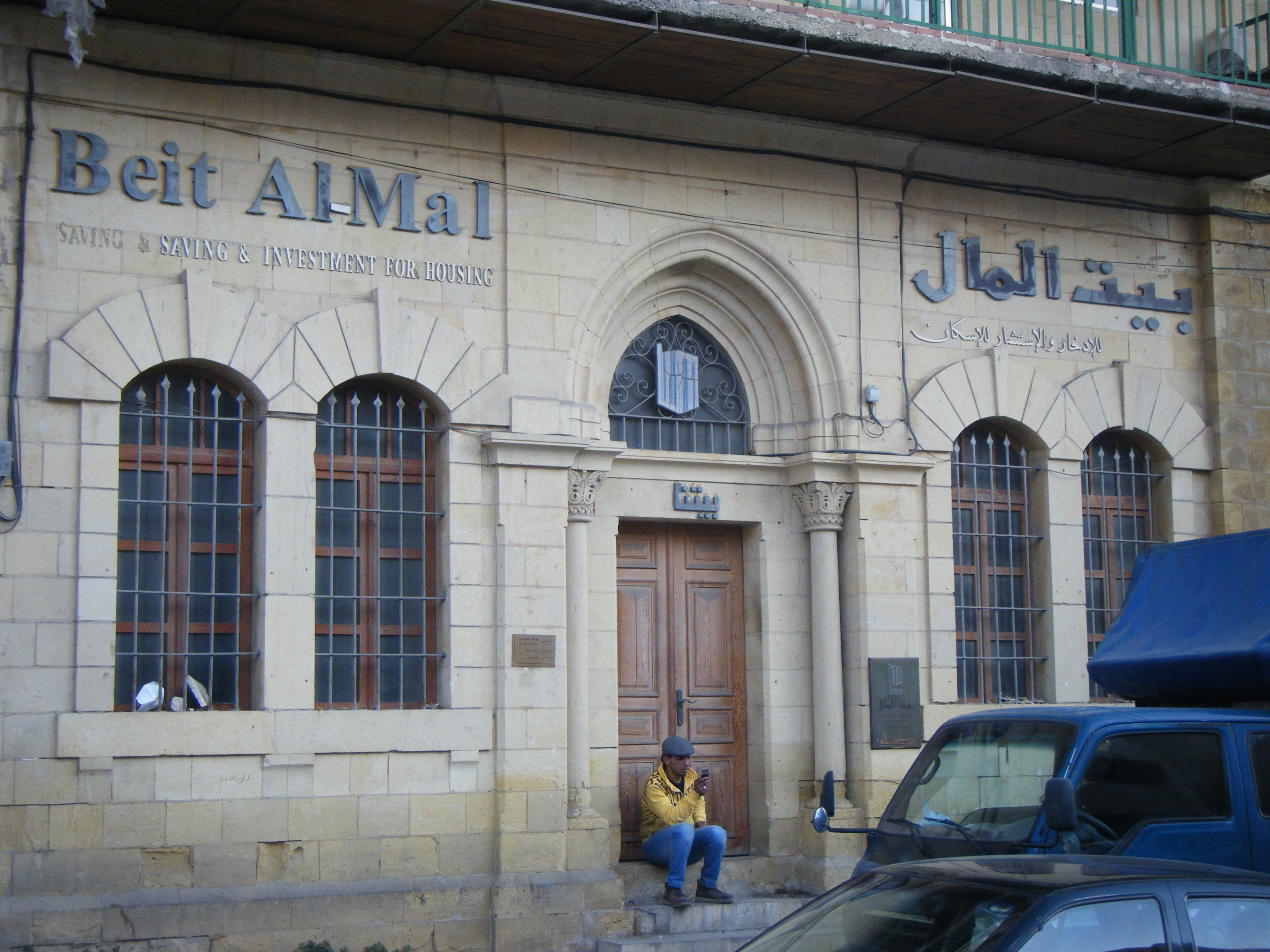
Байт аль-мал в Ас-Сальте (Иордания).

Понятие байт аль-мал существовало ещё в период жизни пророка Мухаммада, но своё окончательное значение оно приняло в период правления Праведного халифа Умара ибн аль-Хаттаба. В 638—640 годах халиф Умар запретил раздел недвижимости в завоеванных странах и организовал выплату жалованья мухаджирам, ансарам и воинам из средств, поступающих в виде дани и налогов. В связи с этим возникла необходимость в создании финансового ведомства, центрального и провинциальных управлений и хранилищ. Были составлены списки на жалованье (диван), параллельно с которыми имелись кадастры, унаследованные от византийского и сасанидского фиска. Помещение, в котором хранились все поступления, а также средства, принадлежавшие всей общине в целом стали называться байт аль-мал. Оно располагалось обычно в резиденции наместника или в соборной мечети. Из ранних образцов известна восьмигранная «ротонда» расположенная во дворе Большой мечети Омейядов в Дамаске. Она стоит на колоннах с глухими стенами, пышно украшенными снаружи золотофонными мозаичными узорами. Построена в конце 8 века, реконструирована 1960-х годах.
При Аббасидах появилось деление на общую казну (байт мал аль-муслимин) и личную казну халифа (байт мал аль-хасса). Постепенно налоговые поступления и государственный аппарат их распределения получало более узкое значение и утрачивали характер институтов религиозной общины. В Андалусии X—XIII веках байт аль-мал обычно представлял собой доходы от вакфов и вклады, которыми распоряжался судья (кади), а общая казна называлась хизанат аль-малом. В Османской империи байт аль-мал употреблялось на практике в основном средства вакфов.

## Распределение доходов
В байт аль-мал поступали те доходы, которые считались общим достоянием мусульман: пятая доля военной добычи (ганима), закят, харадж, ушр, джизья, бесхозное и выморочное имущество, а также с различных рудников. Средства, собранные с закята и ушра должны быть распределены только среди тех категорий мусульман, о которых говорится в 60 аяте суры ат-Тауба. Средства с военных трофеев выплачиваются тем мусульманам, о которых говорится в 41 аяте суры аль-Анфаль. Средства, поступившие с рудников, также тратятся на нужды бедняков, неимущих путников и сирот. Средства, поступившие за счет хараджа и джизьи, расходуются на содержание армии, просвещения, здравоохранения, а также на строительство объектов государственного значения: дорог, мостов, каналов и так далее.
Глава государства (имам) считался лишь распорядителем этой собственности общины, в то время как у шиитов-имамитов некоторые виды поступлений считаются собственностью имама. Шафииты полагали, что все распределяемые между лицами средства, имеющими на них право и полученные за год, должны распределяться без остатка; богословы ханафитского мазхаба допускали образование переходящего остатка.